# Declan Rice
Pour les articles homonymes, voir Rice.
Declan Rice, né le 14 janvier 1999 à Londres, est un footballeur international anglais qui évolue au poste de milieu défensif à Arsenal FC.
International irlandais à trois reprises grâce aux origines de ses grands-parents, il déclare en février 2019 vouloir représenter l'Angleterre et honore sa première sélection avec celle-ci le mois suivant.

## Biographie

### En club

#### West Ham United (2017-2023)
Formé à l'Académie de Chelsea qu'il rejoint à 7 ans, puis à West Ham United, Declan Rice porte le maillot des Hammers pour la première fois en entrant en fin de match lors de la 38e et dernière journée de Premier League contre Burnley (victoire 1-2) le 21 mai 2017.
Régulièrement aligné durant la saison suivante, il prend part à 26 matchs de Premier League.
Le 12 janvier 2019, Rice inscrit son premier but avec West Ham lors d'une rencontre de championnat face à Arsenal (1-0).

#### Arsenal FC (depuis 2023)
Le 15 juillet 2023, il s'engage en faveur d’Arsenal pour un transfert record de 116 millions d’euros.
Le 8 avril 2025, il inscrit un doublé contre le Real Madrid en quart de finale aller de la Ligue des Champions grâce à deux coups francs directs. Il devient alors le premier joueur de l'histoire à marquer deux buts sur coup franc direct en phase à élimination directe de la compétition.

### En sélection
Né à Londres, Declan Rice est éligible pour porter les couleurs de l'Irlande grâce aux origines de ses grands-parents. De ce fait, il choisit de porter les couleurs de la sélection irlandaise des moins de seize ans. International à six reprises avec les moins de dix-sept ans, il est élu meilleur joueur irlandais de cette catégorie en 2017, alors qu'il porte déjà le maillot des moins de dix-neuf ans.
En mai 2017, Rice est sélectionné pour la première fois dans le groupe de l'équipe nationale irlandaise par Martin O'Neill, il est alors âgé de dix-huit ans. Il n'entre cependant pas en jeu lors des trois matchs successifs des A irlandais.
Le 5 septembre 2017, Declan Rice participe à sa première rencontre sous le maillot des espoirs irlandais contre l'Azerbaïdjan (victoire 1-3).
Le 23 mars 2018, le milieu de terrain honore sa première sélection avec l'équipe d'Irlande en étant titularisé lors d'un match amical contre la Turquie (défaite 1-0), puis porte le maillot irlandais à l'occasion de deux autres matchs amicaux cette même année face à la France et les États-Unis.
Le 13 février 2019, Declan Rice déclare vouloir dorénavant représenter l'Angleterre.
Le 12 mars 2019, il est nommé meilleur jeune joueur irlandais de l'année, malgré sa volonté de représenter l'Angleterre. Le lendemain, Rice est sélectionné pour la première fois en équipe d'Angleterre par Gareth Southgate pour les deux premiers matchs des éliminatoires de l'Euro 2020 contre la Tchéquie et le Monténégro.
Le 22 mars 2019, il honore sa première sélection avec les Three Lions en entrant à l'heure de jeu contre la Tchéquie (victoire 5-0). Deux ans plus tard, il dispute sa première compétition internationale lors de l'Euro 2020. 
Le 10 novembre 2022, il est sélectionné par Gareth Southgate pour participer à la Coupe du monde 2022.
En juin 2024, il fait partie de la liste des 26 joueurs convoqués par Gareth Southgate pour disputer l'Euro 2024. 

## Statistiques
| Saison                | Club                  | Championnat           | Championnat | Championnat | Championnat | Coupe nationale | Coupe nationale | Coupe nationale | Coupe de la Ligue | Coupe de la Ligue | Coupe de la Ligue | Supercoupe | Supercoupe | Supercoupe | Compétition(s) continentale(s) | Compétition(s) continentale(s) | Compétition(s) continentale(s) | Compétition(s) continentale(s) | Total | Total | Total |
| Saison                | Club                  | Division              | M.          | B.          | P.d.        | M.              | B.              | P.d.            | M.                | B.                | P.d.              | M.         | B.         | P.d.       | Comp.                          | M.                             | B.                             | P.d.                           | M.    | B.    | P.d.  |
| 2016-2017             | West Ham United       | Premier League        | 1           | 0           | 0           | -               | -               | -               | -                 | -                 | -                 | -          | -          | -          | -                              | -                              | -                              | -                              | 1     | 0     | 0     |
| 2017-2018             | West Ham United       | Premier League        | 26          | 0           | 0           | 1               | 0               | 0               | 4                 | 0                 | 0                 | -          | -          | -          | -                              | -                              | -                              | -                              | 31    | 0     | 0     |
| 2018-2019             | West Ham United       | Premier League        | 34          | 2           | 0           | 1               | 0               | 0               | 3                 | 0                 | 1                 | -          | -          | -          | -                              | -                              | -                              | -                              | 38    | 2     | 1     |
| 2019-2020             | West Ham United       | Premier League        | 38          | 1           | 3           | 2               | 0               | 0               | -                 | -                 | -                 | -          | -          | -          | -                              | -                              | -                              | -                              | 40    | 1     | 3     |
| 2020-2021             | West Ham United       | Premier League        | 32          | 2           | 1           | 2               | 0               | 0               | 1                 | 0                 | 0                 | -          | -          | -          | -                              | -                              | -                              | -                              | 35    | 2     | 1     |
| 2021-2022             | West Ham United       | Premier League        | 36          | 1           | 4           | 3               | 1               | 0               | 1                 | 0                 | 0                 | -          | -          | -          | C3                             | 10                             | 3                              | 0                              | 50    | 5     | 4     |
| 2022-2023             | West Ham United       | Premier League        | 37          | 4           | 1           | 2               | 0               | 1               | -                 | -                 | -                 | -          | -          | -          | C4                             | 11                             | 1                              | 1                              | 50    | 5     | 3     |
| Sous-total            | Sous-total            | Sous-total            | 204         | 10          | 9           | 11              | 1               | 0               | 9                 | 0                 | 1                 | -          | -          | -          | -                              | 21                             | 4                              | 1                              | 245   | 15    | 11    |
| 2023-2024             | Arsenal FC            | Premier League        | 38          | 7           | 8           | 1               | 0               | 0               | 1                 | 0                 | 0                 | 1          | 0          | 0          | C1                             | 10                             | 0                              | 0                              | 51    | 7     | 8     |
| 2024-2025             | Arsenal FC            | Premier League        | 35          | 4           | 7           | 1               | 0               | 0               | 3                 | 1                 | 1                 | -          | -          | -          | C1                             | 13                             | 4                              | 2                              | 52    | 9     | 10    |
| 2025-2026             | Arsenal FC            | Premier League        | 1           | 0           | 0           | 0               | 0               | 0               | 0                 | 1                 | 0                 | -          | -          | -          | C1                             | 0                              | 0                              | 0                              | 1     | 1     | 0     |
| Sous-total            | Sous-total            | Sous-total            | 74          | 11          | 15          | 2               | 0               | 0               | 4                 | 1                 | 1                 | 1          | 0          | 0          | -                              | 23                             | 4                              | 2                              | 104   | 16    | 18    |
| Total sur la carrière | Total sur la carrière | Total sur la carrière | 278         | 21          | 24          | 13              | 1               | 0               | 13                | 1                 | 2                 | 1          | 0          | 0          | -                              | 44                             | 8                              | 3                              | 349   | 31    | 29    |

### En sélections nationales
| Saison                | Sélection             | Phases finales              | Phases finales | Phases finales | Éliminatoires | Éliminatoires | Ligue des Nations | Ligue des Nations | Matchs amicaux | Matchs amicaux | Total | Total |
| Saison                | Sélection             | Compétition                 | M              | B              | M             | B             | M                 | B                 | M              | B              | M     | B     |
| --------------------- | --------------------- | --------------------------- | -------------- | -------------- | ------------- | ------------- | ----------------- | ----------------- | -------------- | -------------- | ----- | ----- |
| 2017-2018             | Irlande               | -                           | -              | -              | -             | -             | -                 | -                 | 3              | 0              | 3     | 0     |
| Sous-total            | Sous-total            | Sous-total                  | -              | -              | -             | -             | -                 | -                 | 3              | 0              | 3     | 0     |
| 2018-2019             | Angleterre            | Ligue des nations 2018-2019 | 1              | 0              | 2             | 0             | -                 | -                 | -              | -              | 3     | 0     |
| 2019-2020             | Angleterre            | -                           | -              | -              | 4             | 0             | -                 | -                 | -              | -              | 4     | 0     |
| 2020-2021             | Angleterre            | Euro 2020                   | 7              | 0              | 2             | 0             | 6                 | 1                 | 2              | 0              | 17    | 1     |
| 2021-2022             | Angleterre            | -                           | -              | -              | 3             | 1             | 3                 | 0                 | 2              | 0              | 8     | 1     |
| 2022-2023             | Angleterre            | Coupe du monde 2022         | 5              | 0              | 4             | 1             | 2                 | 0                 | -              | -              | 11    | 1     |
| 2023-2024             | Angleterre            | Euro 2024                   | 7              | 0              | 4             | 0             | -                 | -                 | 4              | 0              | 15    | 0     |
| 2024-2025             | Angleterre            | -                           | -              | -              | 3             | 0             | 4                 | 2                 | 1              | 0              | 8     | 2     |
| Sous-total            | Sous-total            | Sous-total                  | 20             | 0              | 22            | 2             | 15                | 3                 | 9              | 0              | 66    | 5     |
| Total sur la carrière | Total sur la carrière | Total sur la carrière       | 20             | 0              | 22            | 2             | 15                | 3                 | 12             | 0              | 69    | 5     |

## Palmarès

### En club
West Ham United
- Ligue Europa Conférence (1) :
  - Vainqueur en 2023

 Arsenal FC
- Community Shield (1) :
  - Vainqueur en 2023
- Premier League :
  - Vice-champion en 2024 et 2025

### En sélection nationale
- Finaliste du Championnat d'Europe en 2021 et 2024

### Distinctions personnelles
- Trophée FAI du meilleur jeune joueur irlandais de l'année en 2018.
- Meilleur joueur de la Ligue Europa Conférence en 2023
- Membre de l'équipe type de la Premier League 2024[13]
- 26e au Ballon d'or 2024
- Membre de l'Équipe type de la Ligue des champions 2025